# فلایر ایرلاینز
فلایر ایرلاینز (به انگلیسی: Flair Airlines) یک شرکت هواپیمایی با کد یاتا F8 است که در ۲۰۰۵ میلادی تأسیس شده‌است. دفتر مرکزی فلایر ایرلاینز در کلونا، بریتیش کلمبیا، کانادا واقع شده‌است و قطب این شرکت هواپیمایی در فرودگاه بین‌المللی کلونا فرودگاه بین‌المللی کالگری قرار دارد.